# Citroën FAF
De Citroën FAF is een reeks van kleine bedrijfsvoertuigen, geproduceerd door de Franse fabrikant Citroën van 1968 tot 1987. De FAF werd in verschillende ontwikkelingslanden gebouwd met een combinatie van geïmporteerde en lokaal geproduceerde componenten. De FAF en aanverwante voertuigen zijn afgeleid van de Citroën 2CV.

## Geschiedenis
FAF staat voor Facile à Fabriquer en Facile à Financer (makkelijk te bouwen en makkelijk te financieren). De carrosserie van de auto was gemaakt van makkelijk te produceren gevouwen elementen en de auto leek op een metalen versie van de Citroën Méhari. Zoals de naam al doet vermoeden, waren de vlakke metalen panelen en de eenvoudige componenten bedoeld om "gemakkelijke" productie mogelijk te maken, meestal in ontwikkelingslanden.
De oorsprong van dit idee was de in 1963 particulier gebouwde Baby-Brousse uit Ivoorkust. In 1969 formaliseerde Citroën deze relatie en datzelfde jaar begon de Vietnamese dochter La Dalat te bouwen, de eerste auto die in Vietnam werd geproduceerd. De productie eindigde toen de Amerikanen aan het eind van de Vietnamoorlog in 1975 vertrokken uit Saigon. In totaal werden 3.880 Dalat's gebouwd.
In 1972 begon de Griekse firma Namco met de productie van de Citroën Pony (of Namco Pony). Dit is de meest succesvolle versie van de serie "vereenvoudigde" 2CV-bedrijfsvoertuigen, er werden 30.000 stuks verkocht. De Pony werd ook geëxporteerd. De productie van deze "jeep voor de arme man" eindigde in 1983, twee jaar nadat Griekenland lid werd van de Europese Unie. 67 procent van de onderdelen was van Griekse oorsprong.
Het idee had de wijdverspreide productie van soortgelijke 2CV-gebaseerde voertuigen in andere landen tot gevolg,
waaronder Iran (Jyane-Mehari), Indonesië, de Centraal-Afrikaanse Republiek, Chili (Yagán), Spanje en Portugal. De primaire doelmarkt voor de FAF was Afrika. Echter, aan de FAF bleef het beeld van een "tweederangs" auto hangen en de verkopen bleven beperkt, in tegenstelling tot het succes van sommige van zijn voorgangers. Er werden tussen 1968 en 1987 33.180 FAF's en Baby-Brousse's geproduceerd.
Verschillende op de FAF en Méhari geïnspireerde Kitcar-carrosserievormen werden ontwikkeld, zoals door het Belgische Vanclee.

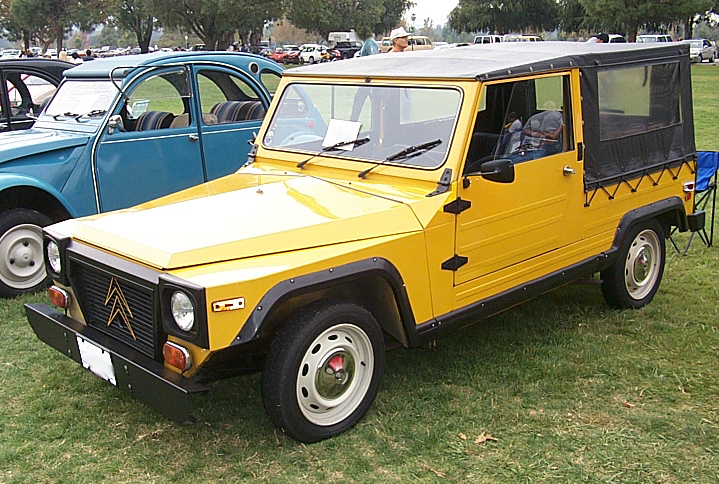
Citroën Pony uit de Verenigde Staten
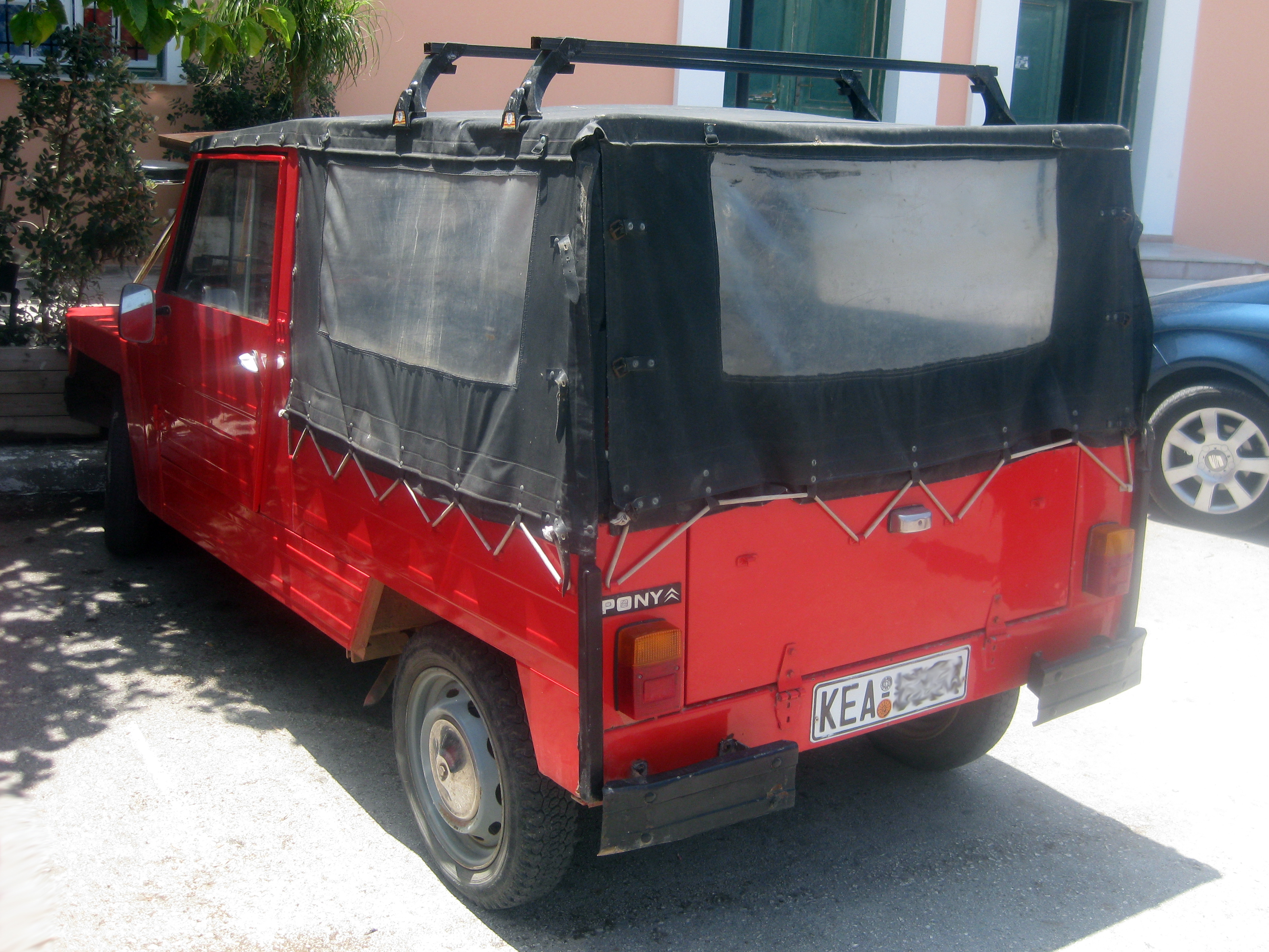
Citroën Pony, achterzijde
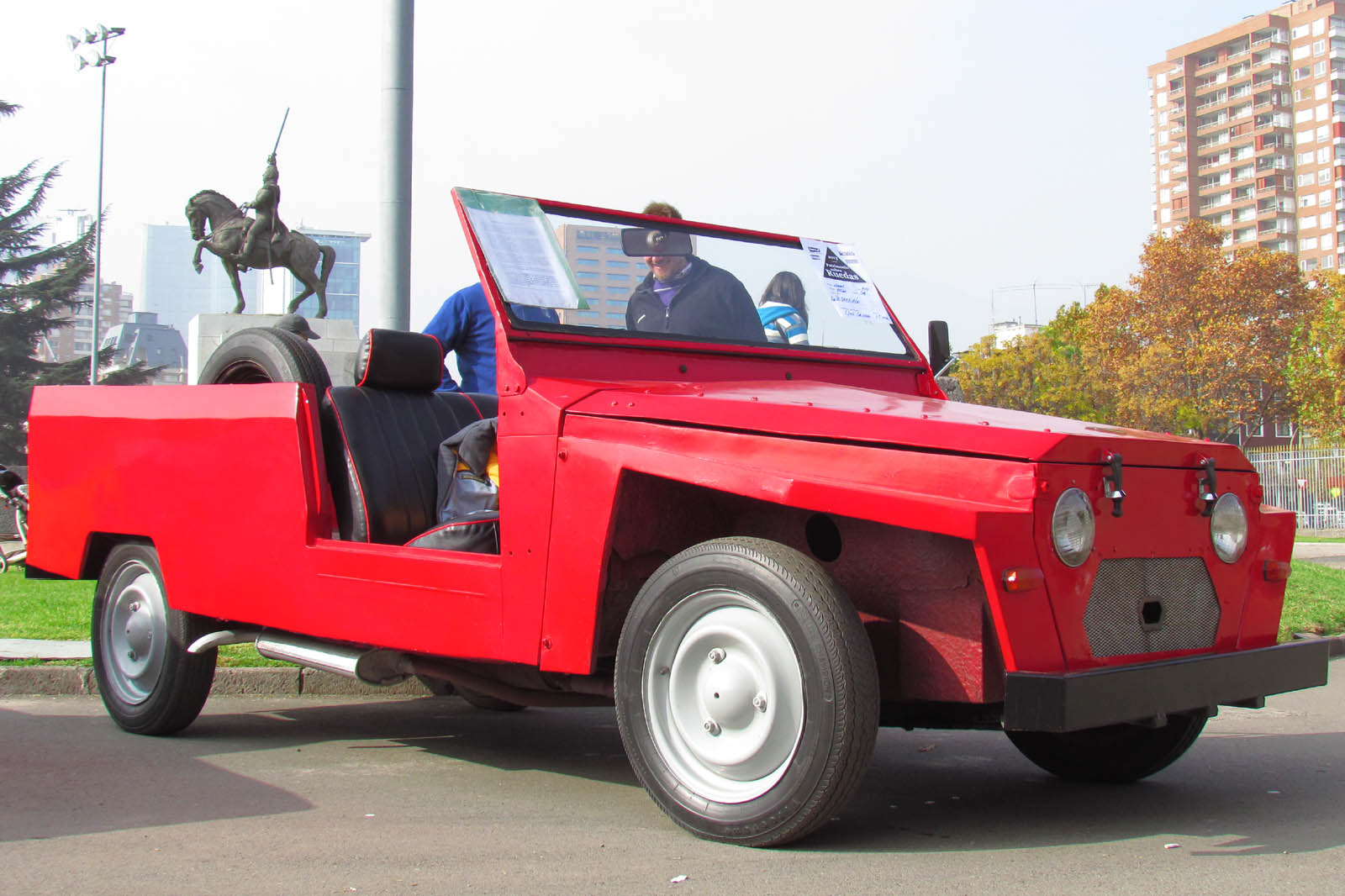
Citroën Yagán uit Chili
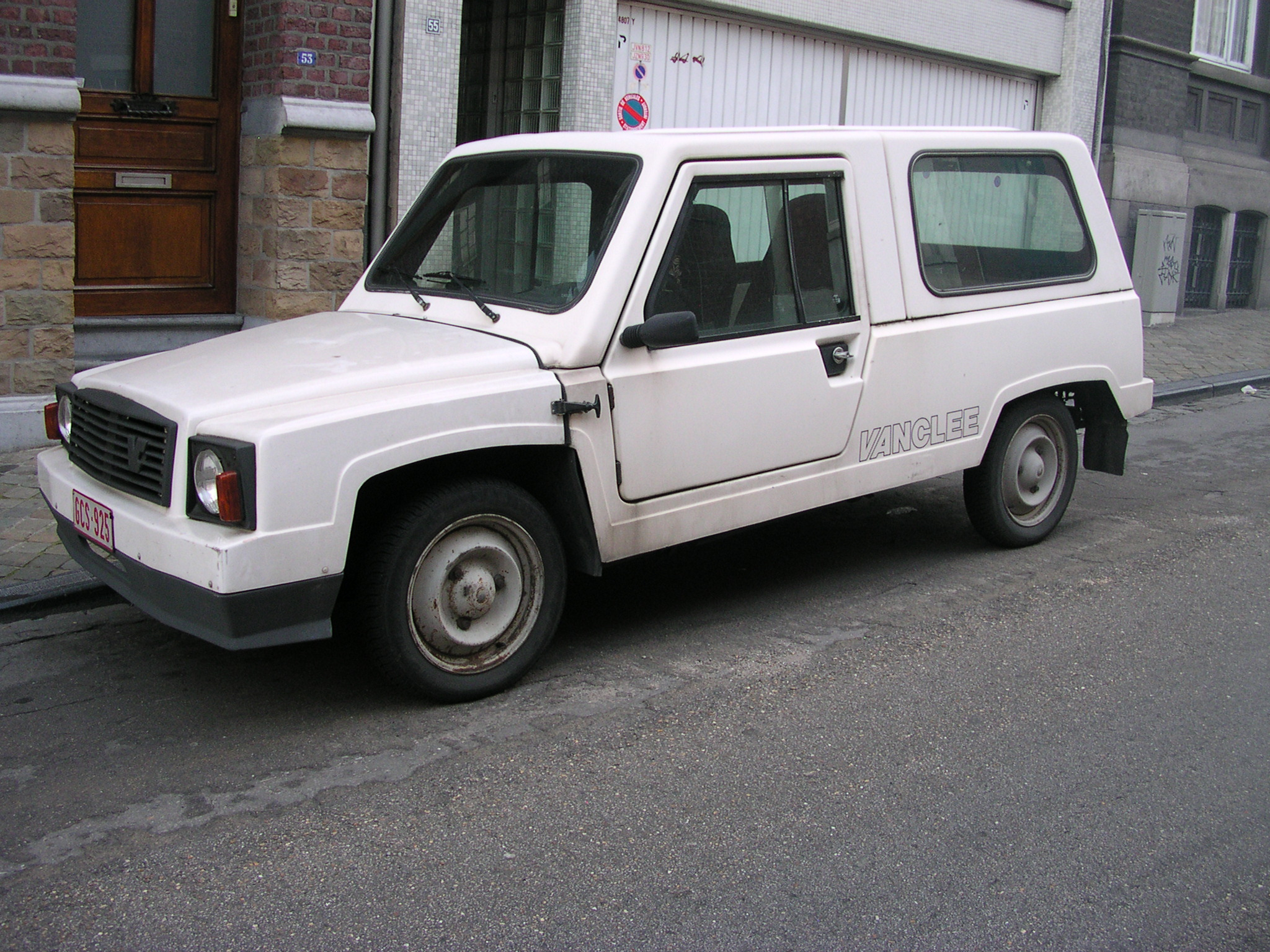
Vanclee Mungo uit België